# Flugunfall der Azov-Avia bei Baku
Der Flugunfall der Azov-Avia bei Baku ereignete sich am 4. März 2004 auf einem Frachtflug der ukrainischen Azov-Avia mit einer Iljuschin Il-76MD. Die Maschine stürzte am 4. März 2004 unmittelbar nach dem Start vom Flughafen Baku in Aserbaidschan ab. Der Flug sollte von Baku nach Kabul, Afghanistan, führen. Bei dem Absturz kamen drei der sieben Besatzungsmitglieder ums Leben und das Flugzeug wurde vollständig zerstört.

## Flugzeug
Der Unfall ereignete sich mit einer Iljuschin Il-76MD, einer viermotorigen Frachtmaschine, die 1986 gebaut wurde. Am 30. April 1986 wurde die Maschine an die Luftstreitkräfte der Sowjetunion erstausgeliefert und erhielt in diesem Zuge das Luftfahrzeugkennzeichen CCCP-76684. Im April 1995 wurde die Maschine mit dem Kennzeichen UR-76694 auf das Unternehmen Weteran aus der Ukraine zugelassen. Das Flugzeug war ab Dezember 2002 in Besitz der Azov-Avia Airlines und trug das Kennzeichen UR-ZVA. Es war mit vier Triebwerken des Typs Solowjow D-30KP-2 ausgestattet.

## Besatzung
Die Besatzung bestand aus einem Kapitän, einem Ersten Offizier, einem Flugingenieur und vier weiteren Crewmitgliedern.

## Unfallhergang
Der Flug begann nach einem Zwischenstopp in Ankara, Türkei, wo das Flugzeug mit 39.980 kg Fracht beladen wurde. Nach einem kurzen Zwischenstopp in Baku zur Betankung, bei dem 47 Tonnen Treibstoff aufgenommen wurden, betrug das Abfluggewicht des Flugzeugs 189 Tonnen. Der Schwerpunkt des Flugzeugs lag bei 29,3 % MAC, was innerhalb der zulässigen Grenzen lag.
Nach einer achtstündigen Pause in Baku, bei der die Besatzung entschied, im Flugzeug zu schlafen, statt in einem Hotel zu übernachten, begann das Flugzeug mit dem Rollvorgang zum Start. Der Flugingenieur gab an, die Landeklappen auf 30 Grad und die Vorflügel auf 14 Grad für den Start einzustellen. Diese Einstellung wurde jedoch nicht vorgenommen, und vor dem Start wurde die Position der Klappen von keinem Crewmitglied überprüft. Der Start erfolgte mit eingezogenen Klappen und Vorflügeln, während die Höhenflosse auf die für den Start berechnete Position von −4 Grad eingestellt war. Bei einer Geschwindigkeit von 210 km/h zog der Kapitän den Steuerknüppel, um das Bugrad zu heben. Trotz einer berechneten Startgeschwindigkeit von 265 km/h und einem Anstellwinkel von 9 Grad hob das Flugzeug nicht ab. Als die Geschwindigkeit auf 290 km/h anstieg, erreichte der Anstellwinkel 14,5 Grad, was das Anstellwinkel-Warnsystem auslöste.
Die Maschine schlug mit dem Heck auf der Startbahn auf (Tailstrike), das Flugzeugheck schleifte über die Startbahn, und 1750 Meter nach dem Beginn des Starts erreichte das Flugzeug eine Geschwindigkeit von 300 km/h und einen Anstellwinkel von 19,4 Grad. Erst an diesem Punkt hob die Iljuschin Il-76 schließlich ab.
Ein Flughafenlotse, der den Start beobachtete, riet der Crew, den Start abzubrechen, doch der Kapitän setzte den Start fort. Das Flugzeug rollte nach links, bis die Tragfläche die Startbahn berührte. Der Flugingenieur erkannte dann seinen Fehler und begann, die Klappen und Vorflügel auszufahren. Allerdings tat er dies, ohne den Kapitän zu informieren. Außerdem reduzierte er unbemerkt die Triebwerksleistung auf Leerlauf, bevor er sie in die Abstellposition bewegte.
Der Kapitän rief dreimal „Takeoff“ (Abheben), aber die Triebwerke waren bereits abgestellt. Nach 490 Metern in der Luft stürzte das Flugzeug zu Boden. Der Unfall führte zum Tod von drei Besatzungsmitgliedern, während vier weitere Crewmitglieder überlebten. Die Maschine wurde komplett zerstört.

## Folgen und Untersuchung
Das Zwischenstaatliche Luftfahrtkomitee übernahm nach dem Unfall die Ermittlungen zur Unfallursache. Die Untersuchung ergab mehrere Faktoren. So wurde das fehlende Ausfahren der Klappen und Vorflügel vor dem Start ebenso bemängelt wie das unzureichende Crew Resource Management, da der Flugingenieur seine Fehler nicht sofort dem Kapitän mitgeteilt und Änderungen ohne dessen Wissen durchgeführt hatte. So sei die Triebwerksleistung zu einem kritischen Zeitpunkt in den Leerlauf gestellt worden, wodurch es nicht möglich war, mit der Maschine abzuheben. Als beitragender Faktor wurde die Übermüdung der Besatzung angegeben, die es vorgezogen hatte, in der Maschine anstatt in Hotelbetten zu übernachten.